# 이수빈 (기업인)
이수빈(李洙彬, 1939년 1월 16일~)은 대한민국의 기업인이다. 삼성의 평사원 출신으로 1965년 제일제당(CJ그룹)에 입사한 뒤 1985년 삼성으로 옮겨와 삼성생명에서 근무했다. 1995년부터 2002년까지 삼성생명 대표이사였고, 2002년부터는 삼성생명 회장으로 재직하였다. 2008년부터 2010년까지 삼성그룹의 대표 회장을 역임했다.
그는 이건희 그룹 회장이 폐암수술 후 정밀진단을 위해 미국으로 출국한 2006년 1월 삼성그룹 신년하례식 등 공식 행사에서 부재중인 이건희를 대신해 행사를 주관하는 등 그룹을 대표하는 역할을 해 왔다. 2014년 이건희의 입원과 2017년 이재용의 구속 등으로 삼성생명의 회장으로서 공석 중인 삼성그룹 총수 대행과 삼성전자 회장 직무대리를 맡아보았다.

## 학력
- 미국 하버드 경영대학원 최고경영자과정 수료
- 서울대학교 경제학과 졸업
- 서울대학교 사범대학 부설고등학교 졸업
- 성주중학교 졸업

## 경력
- 2020년 1월 ~ 현재 삼성글로벌리서치 상임고문
- 2019년 1월 ~ 2020년 1월 삼성글로벌리서치 회장
- 화정평화재단 이사
- 2018년 12월 ~ 2019년 1월 삼성경제연구소 회장
- 서울대학교 총동창회 고문
- 2014년 ~ 2019년 1월 11일 삼성그룹&삼성전자 총수 대행
- 2008년 4월 22일 ~ 2010년 3월 24일 삼성그룹 회장
- 삼성복지재단 이사장
- 2003년 3월 ~ 2017년 12월 삼성 라이온즈 구단주
- 1999년 삼성그룹 구조조정위원회 위원장
- 1995년 4월 ~ 2018년 12월 삼성생명 회장
- 1995년 예술의전당 명예이사
- 1993년 ~ 1994년 삼성증권 대표이사 회장
- 1985년 ~ 1990년 삼성생명 대표이사 사장
- 1982년 삼성 라이온즈 초대 대표이사
- 1979년 ~ 1980년 제일합섬 사장 겸임
- 1978년 제일제당 대표이사 사장
- 1978년 제일모직 사장
- 1965년 제일제당 입사

## 수상 경력
- 1979년 은탑산업훈장
- 1987년 대통령표창
- 1996년 대한민국기업문화상 대상
- 1998년 한국능률협회 한국의 경영자상

## 평가
제조와 금융 분야를 두루 경험한 삼성의 간판 경영인으로 입사한 지 17년 만에 대표이사가 되는 등 초고속 승진의 신화라는 평이 있다.
한 회사에서 50년 넘게 근무한 전설의 샐러리맨의 한 사람이라는 평도 있다.